# Gesamtministerium Buck I

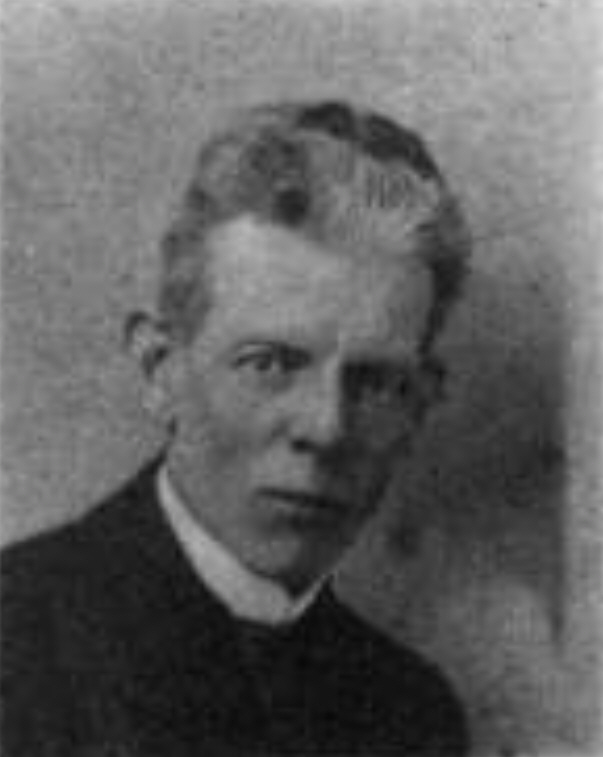
Wilhelm Buck

Das Kabinett Buck I bildete vom 5. Mai bis 9. Dezember 1920 die Landesregierung von Sachsen.
| Amt               | Name            | Partei |
| ----------------- | --------------- | ------ |
| Ministerpräsident | Wilhelm Buck    | SPD    |
| Inneres           | Otto Kühn       | SPD    |
| Finanzen          | Peter Reinhold  | DDP    |
| Justiz            | Rudolf Harnisch | SPD    |
| Wirtschaft        | Albert Schwarz  | SPD    |
| Arbeit            | Max Heldt       | SPD    |
| Kultus            | Richard Seyfert | DDP    |